# Gerry Ashmore
Joseph Frederick Harold Gerald (Gerry) Ashmore (West Bromwich (Staffordshire), 25 juli 1936 - Leamington Spa (Warwickshire), 25 augustus 2021) was een Brits Formule 1-coureur. Hij reed vier races in deze klasse, allemaal voor het team Lotus, in de jaren 1961 en 1962. Na de Formule 1 bleef hij racen in GT- en sportwagenevenementen tot 1971.
Na zijn carrière in de autosport had Ashmore jarenlang een vrachtwagen- en kraanbedrijf. De laatste jaren van zijn leven leed hij aan kanker. Hieraan overleed hij 25 augustus 2021 op 85-jarige leeftijd.